# Михаил Славовски
Михаил Стоянов Славовски е български революционер, войвода на Вътрешната македоно-одринска революционна организация.

## Биография
Михаил Славовски е роден в демирхисарското село Зашле, тогава в Османската империя, днес в Северна Македония. Присъединява се към редовете на ВМОРО заедно с баща си Стоян Славовски. По време на Илинденско-Преображенското въстание е войвода на чета. Легализира се след амнистията от 1904 година. Убит е заедно с баща си от турци в местността Неглева рупа.